# Otidea alutacea
Otidea alutacea (Christian Hendrik Persoon, 1800 ex George Edward Massee, 1895) din încrengătura Ascomycota, în familia Pyronemataceae și de genul Otidea este o specie saprofită de ciuperci necomestibile regional destul de răspândită. O denumire populară nu este cunoscută. În România, Basarabia și Bucovina de Nord trăiește mai ales în grupuri și smocuri și numai rar solitar, pe sol calcaros și umed, preferat în păduri mixte pe lângă molizi, dar, de asemenea prin parcuri sau chiar în locuri de incendiu vechi pe mangal. Apare de la câmpie la munte din iulie (august) până la sfârșitul lui noiembrie.

## Taxonomie

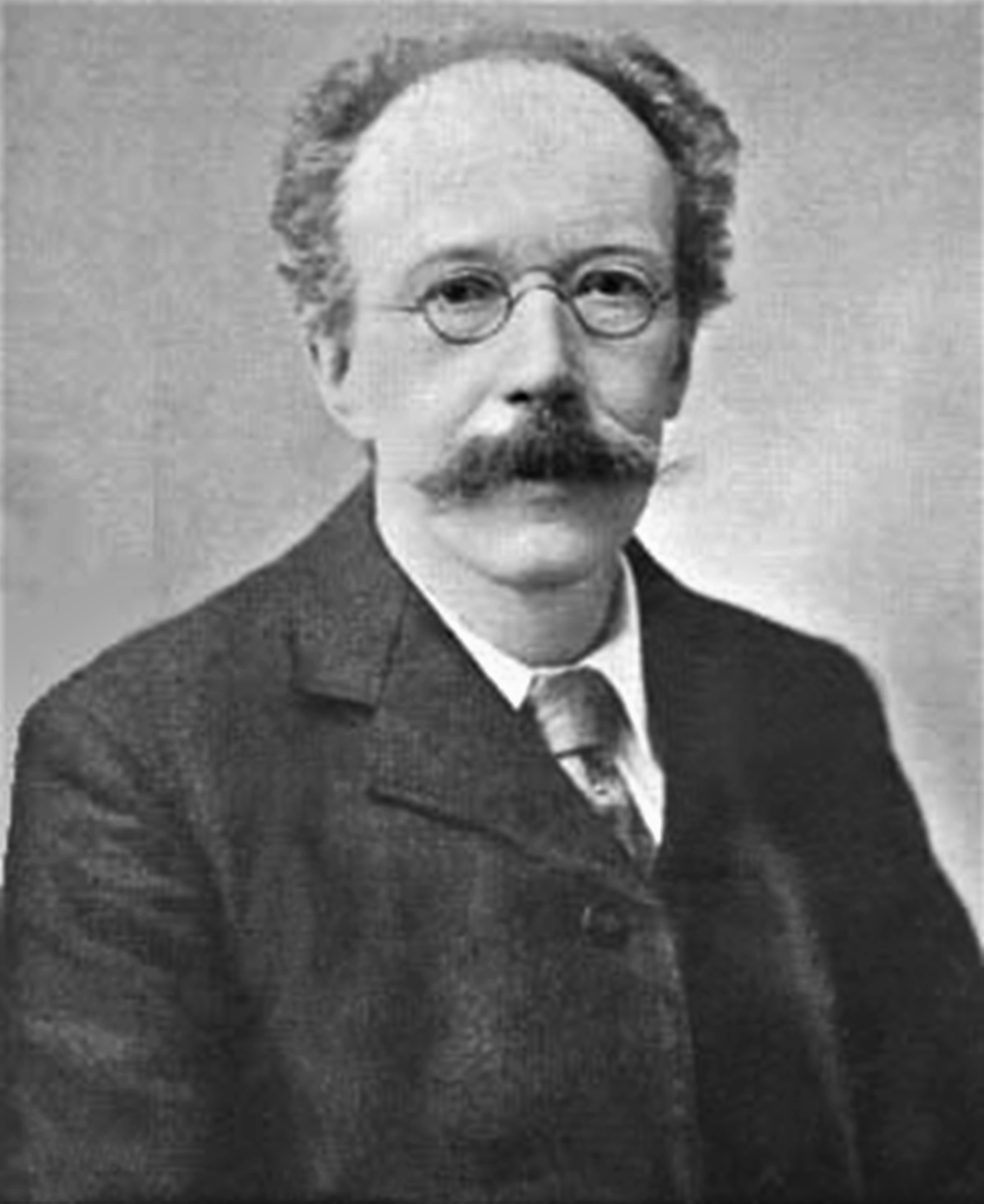
G. E. Massee

Numele binomial a fost determinat de savantul bur Christian Hendrik Persoon drept Peziza alutacea în volumul 2 al lucrării sale Observationes mycologicae. Seu descriptiones tam novorum, quam notabilium din 1799 (înregistrarea în 1800).
Apoi, botanistul fitopatologul  și micologul englez George Edward Massee (1845-1917) a transferat specia corect la genul Otidea sub păstrarea epitetului, de verificat în volumul 4 al marii sale opere British Fungus-Flora din 1895. Acest taxon este numele curent valabil (2020). Toate celelalte încercări de redenumire sunt acceptate sinonim, dar nu sunt folosite.
Epitetul este derivat din adjectivul substantivului latin (latină aluta=între altele: piele tăbăcită și colorată cu alaun, pantof, săculeț de piele), datorită aspectului general.

## Descriere

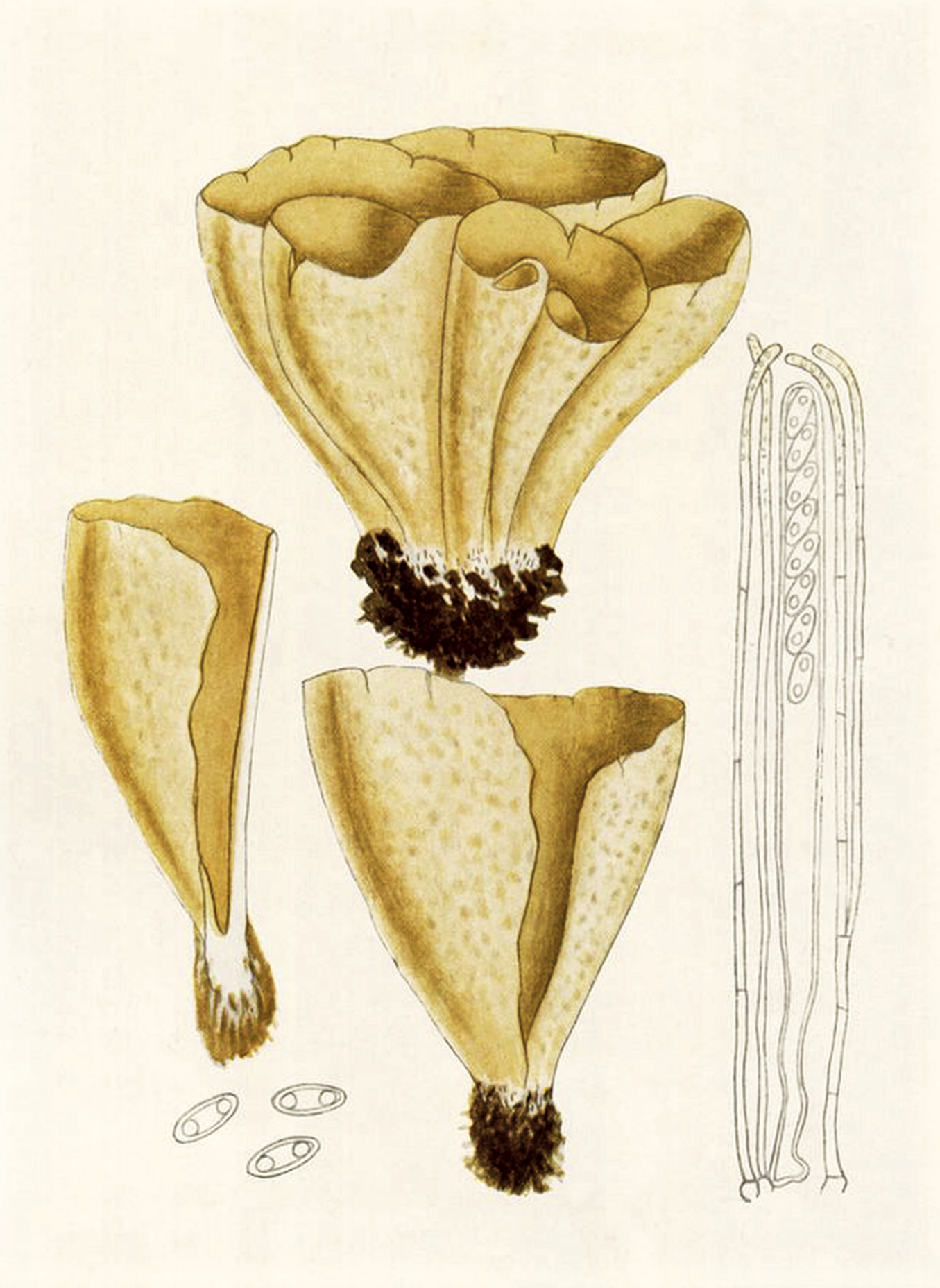
Bres.: Otidea alutacea

- Corpul fructifer: are un diametru maximal de 2-6 (8) cm, o înălțime de 4-8 (10) cm, este destul de cărnos și adesea incizat, în formă de cupă, ulcior sau ureche, mai târziu, pliat, îndoit, întreg sau rupt. Suprafață inferioară (superioară), cea fertilă (adică cea căptușită cu stratul himenal care va produce sporii) este netedă, uneori forte palidă, gri-gălbuie, dar de asemenea, brună ca scorțișoara, brun-roșcată, chiar și brun-măslinie, iar cea sterilă exterioară, de colorit mai deschis, crem-albicios sau ca piele de porc, nu rar estompându-se, fiind presărată cu negi fini și deseori cu găurele mici rotunde.
- Piciorul: nu este realmente existent. Dar corpul fructifer se contactează spre baza albicioasă, dându-i astfel un aspect de tijă, coloritul rămânând neschimbat. Se înrădăcinează ascuțit.
- Carnea: maronie este gomoasă, dar totuși fragilă și ceroasă, cu un miros neînsemnat precum un gust blând, dar și el anost.[3][4]
- Caracteristici microscopice: are spori cu pereți subțiri și slab aspri pe exterior, elipsoidali, unicelulari, hialini (translucizi), fiecare cu două picături de ulei în interior, având o mărime de 15-17 x 7-8 microni. Culoarea pulberii este albă. Ascele, cilindrice precum la bază atenuat pețiolate măsoară în general 220-240 x 11-12 microni și conțin câte 8 spori fiecare. Parafizele gălbuie, neamiloze (nu se decolorează cu reactivi de iod), în formă de baston de promenadă și sus rotunjite, late de 2,5-3µm și mai înalte decât ascele, sunt aspre, jos bifurcate și septate, cu o lățime maximală de 6µm spre vârf.[8][9]
- Reacții chimice: ascele ciupercii reacționează cu iod, devenind albastre, în special în vârf.[9]

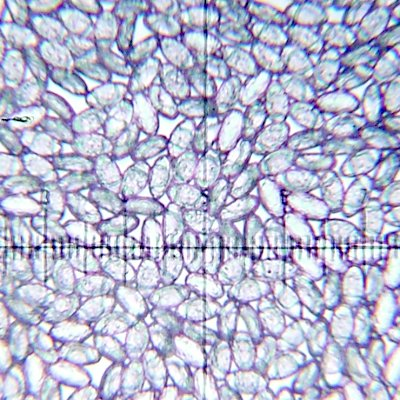
O. alutacea, spori
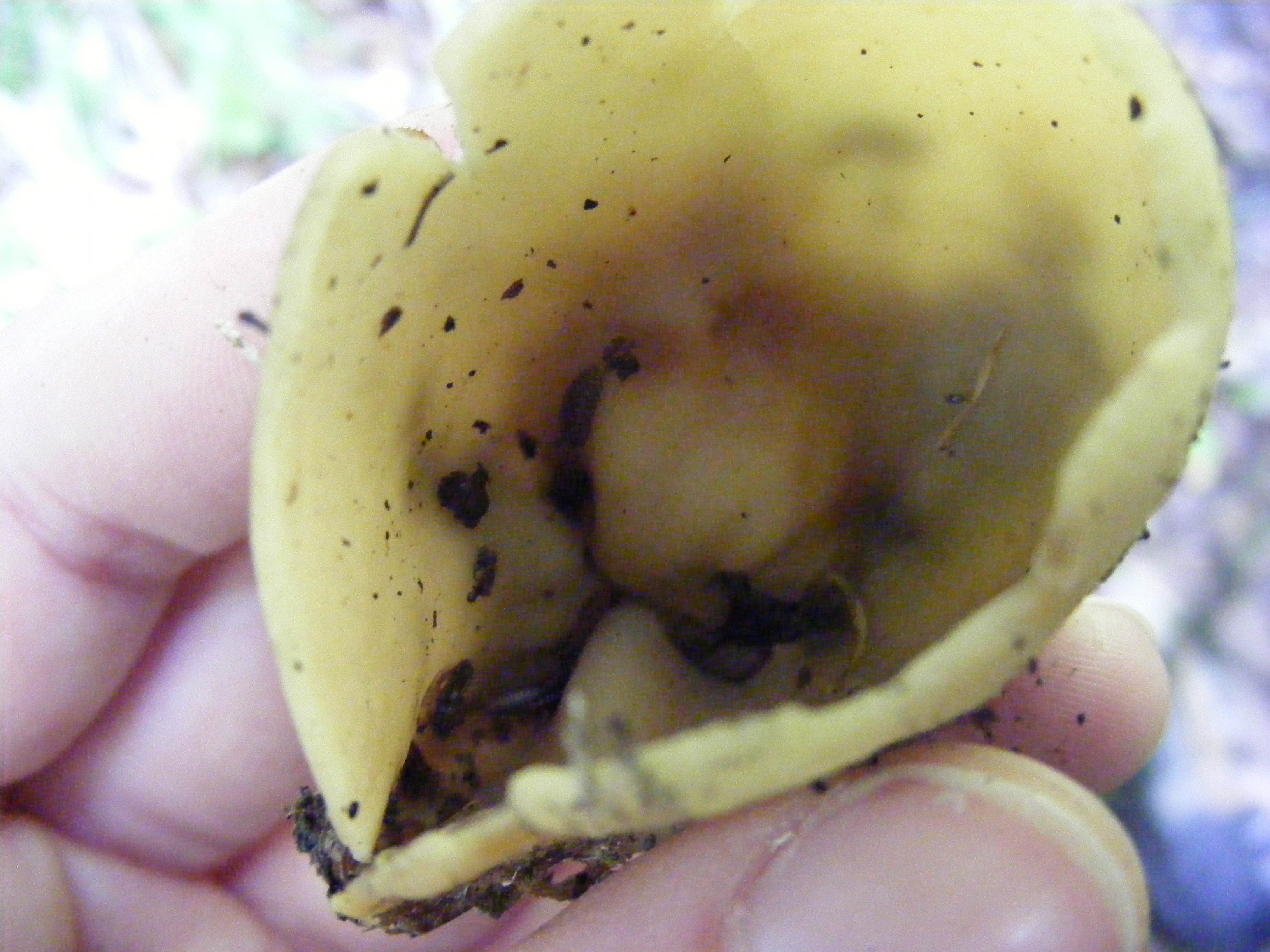
O. alutacea, suprafața inferioară
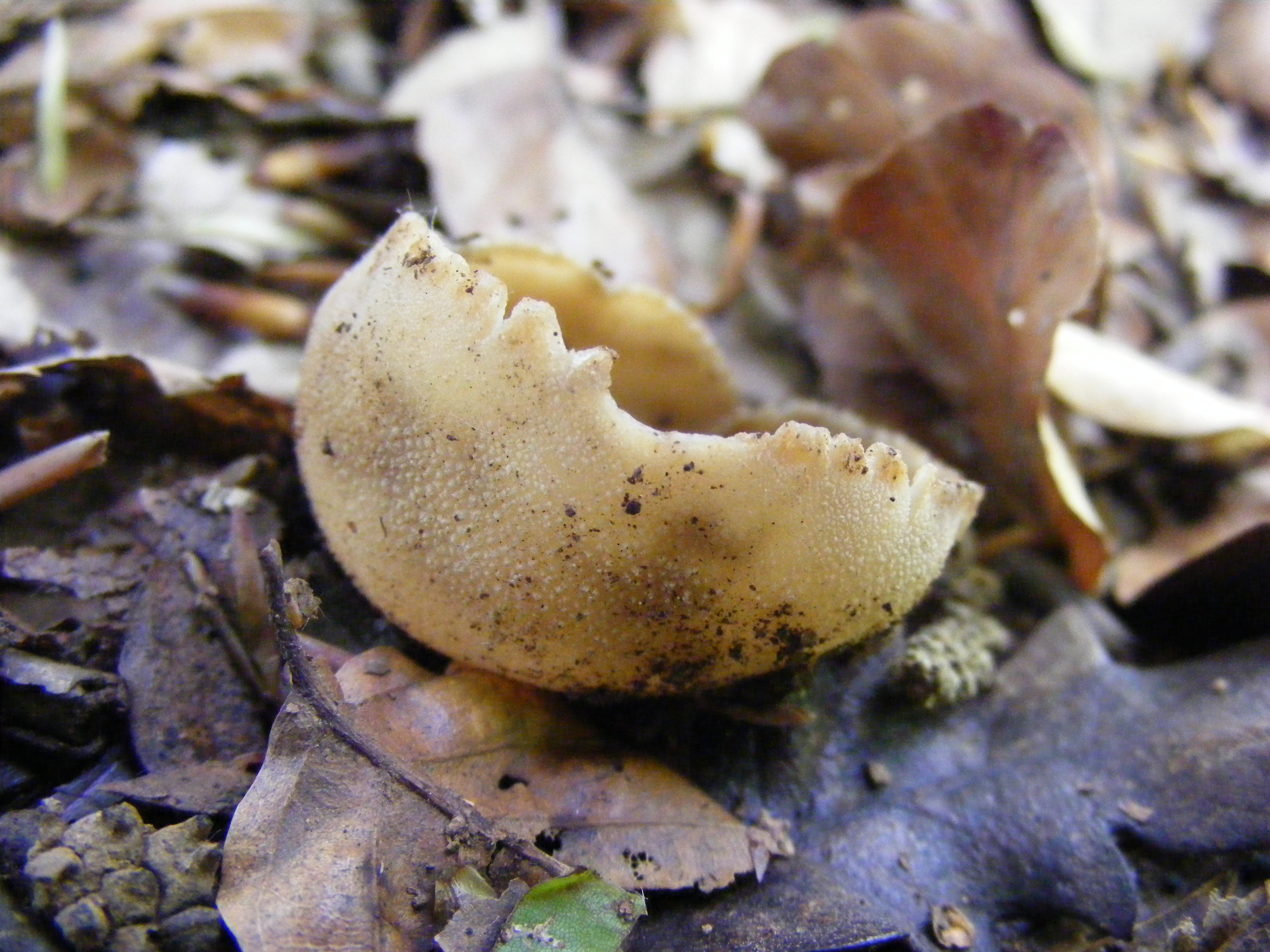
O. alutacea, suprafața exterioară
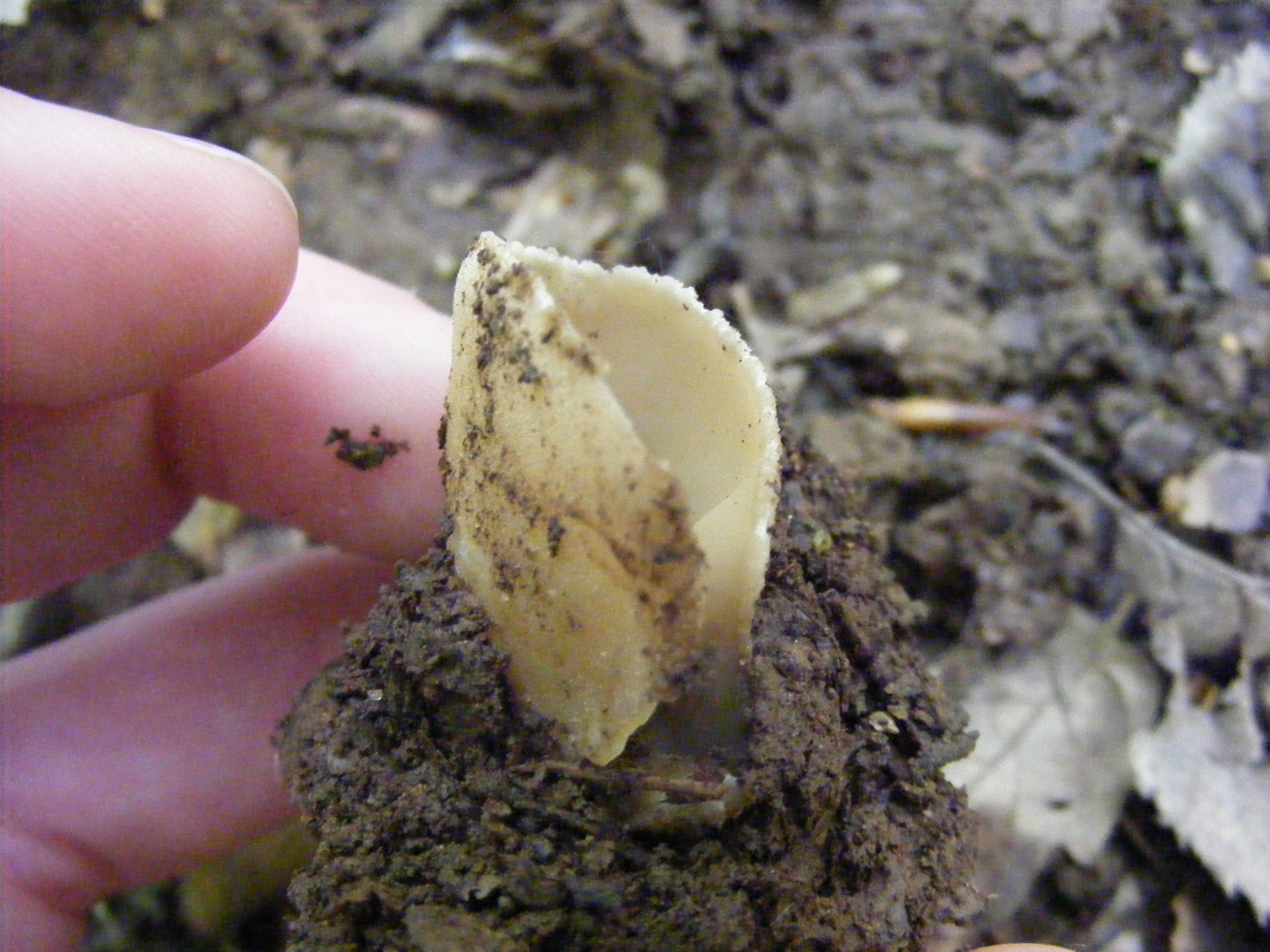
O. alutacea tânără
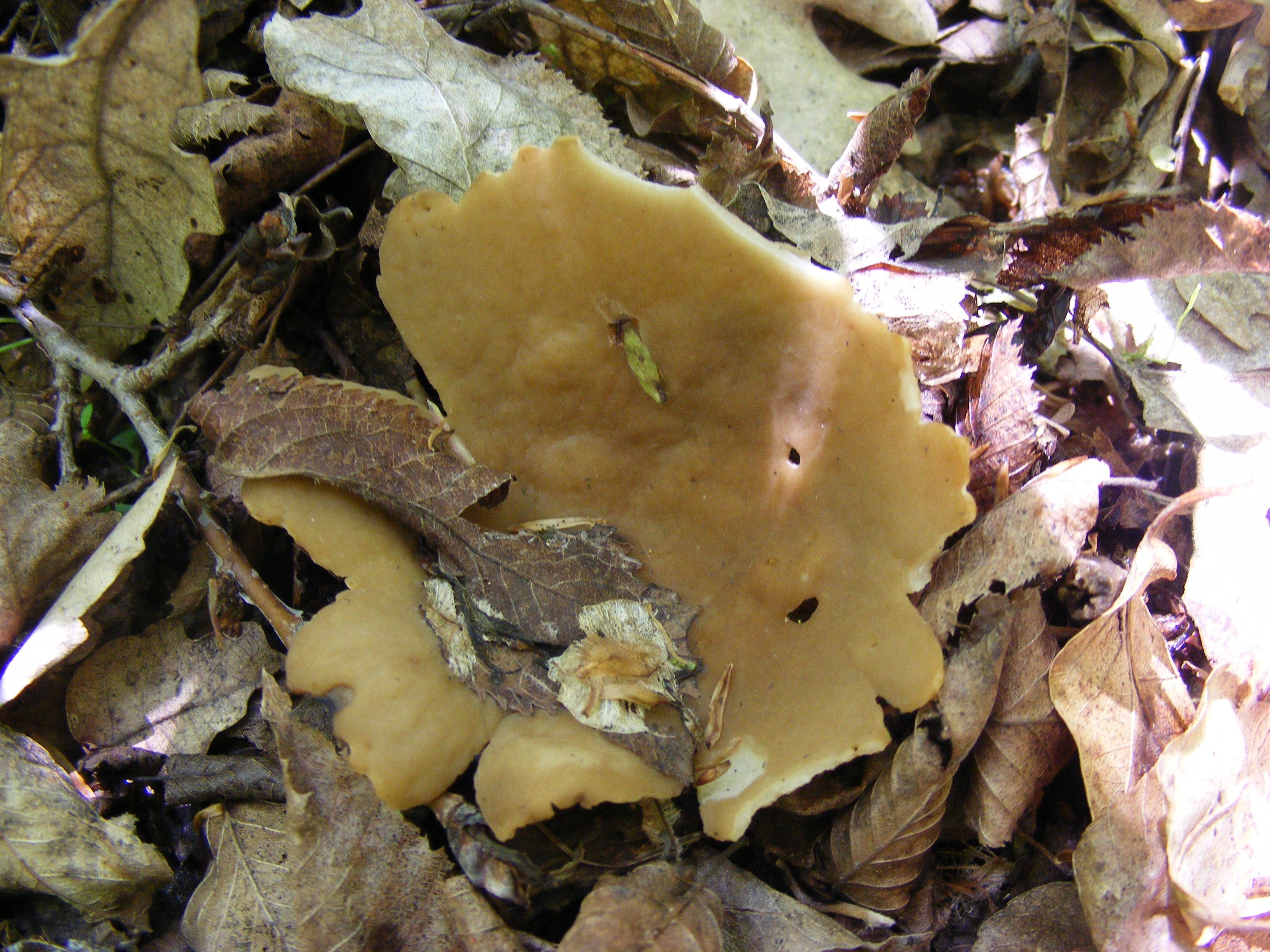
O. alutacea bătrână

## Confuzii
Otidea alutacea poate fi confundată cu mai multe specii de ciuperci neotrăvitoare, ca de exemplu: Discina ancilis sin. Discina perlata (comestibilă), Gyromitra leucoxantha sin. Discina leucoxantha (comestibilă), Helvella silvicola sin. Wynnella silvicola (necomestibilă), Otidea abietina (inferioară), Otidea auricula (inferioară), Otidea bufonia (fără valoare culinară), Otidea cochleata (inferioară), Otidea concinna (comestibilă), Otidea grandis (inferioară), Otidea leporina (comestibilă), Otidea onotica (comestibilă), Otidea umbrina (inferioară), Peziza arvernensis (fără valoare culinară), Peziza badia (comestibilă),, Peziza muralis (inferioară) sau Peziza succosa (inferioară).

## Specii asemănătoare

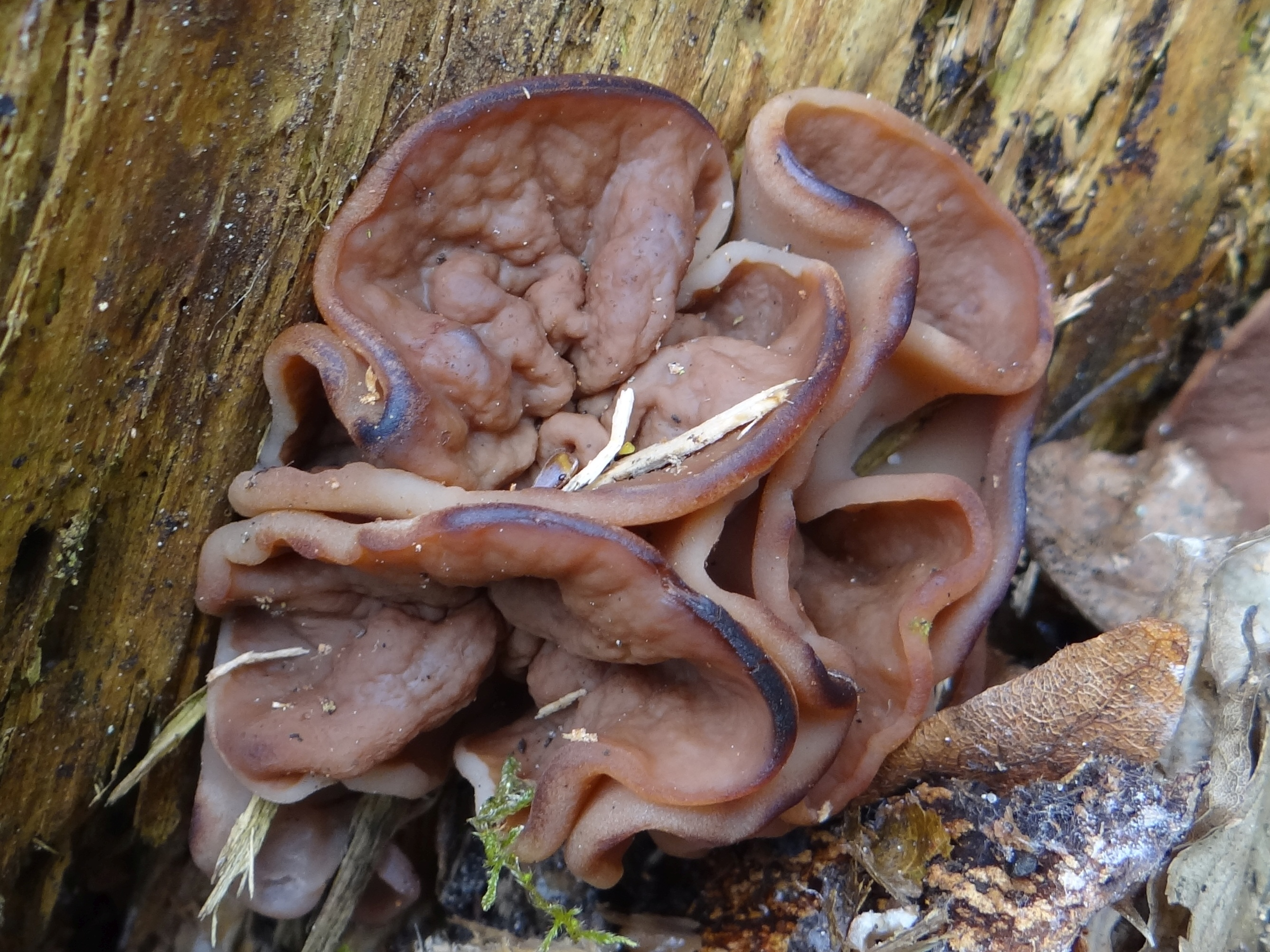
Discina ancilis sin. Discina perlata
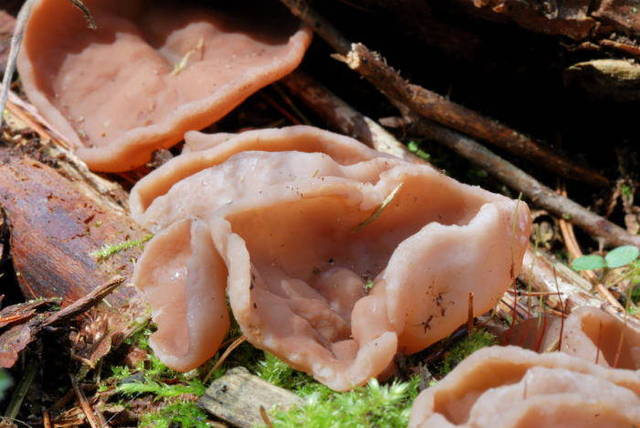
Gyromitra leucoxantha sin. Discina leucoxantha
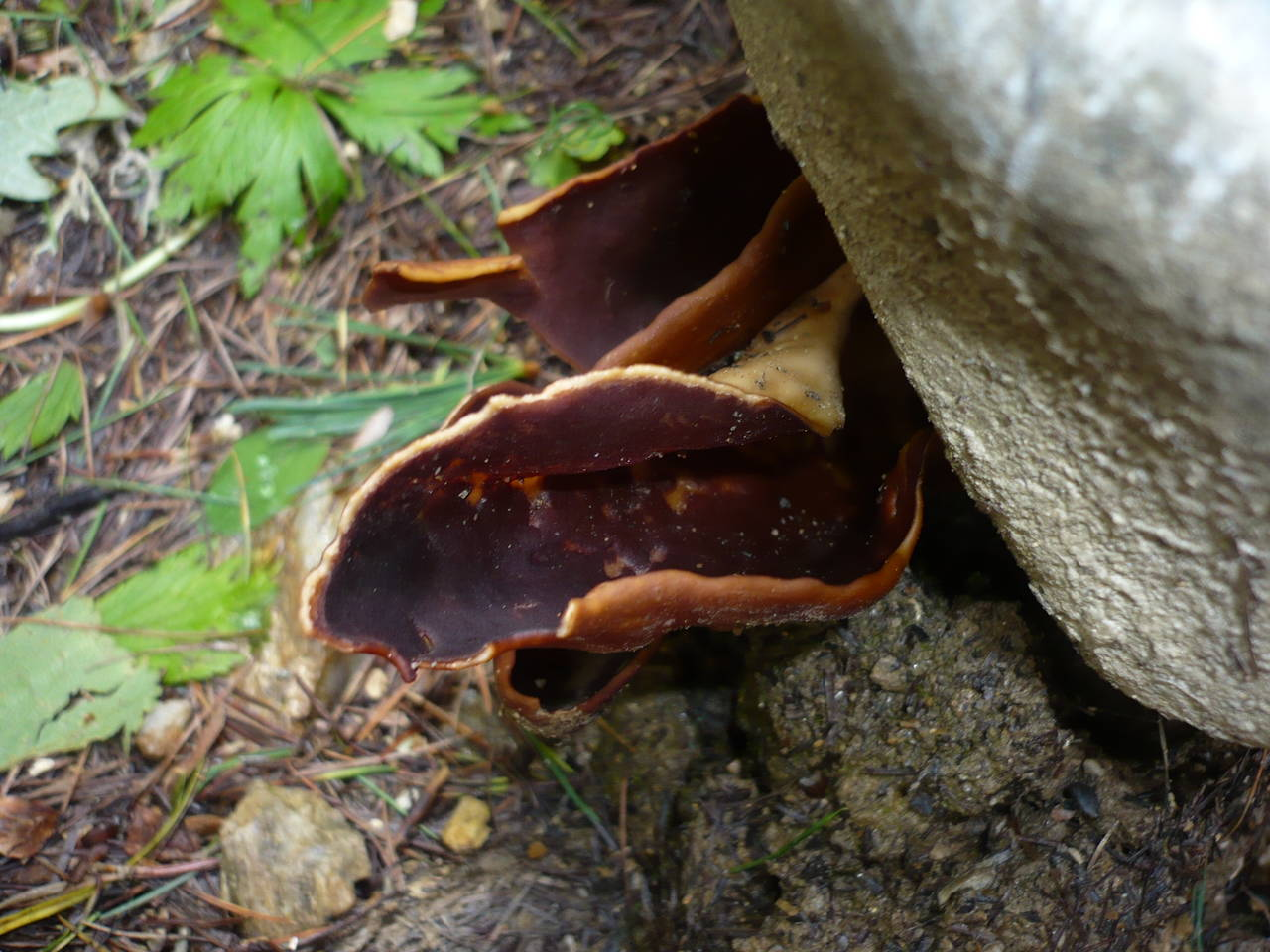
Otidea auricula
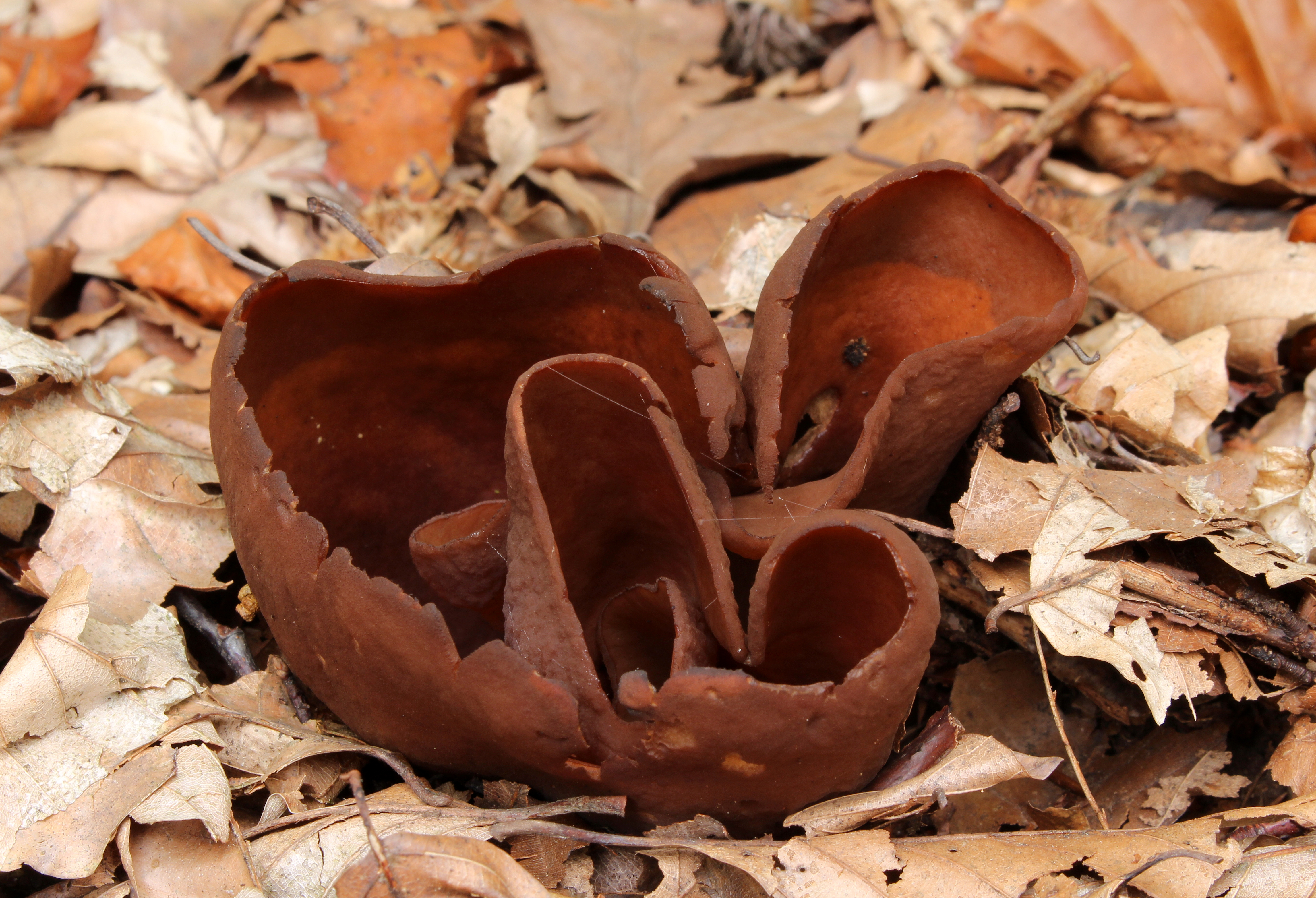
!Otidea bufonia!
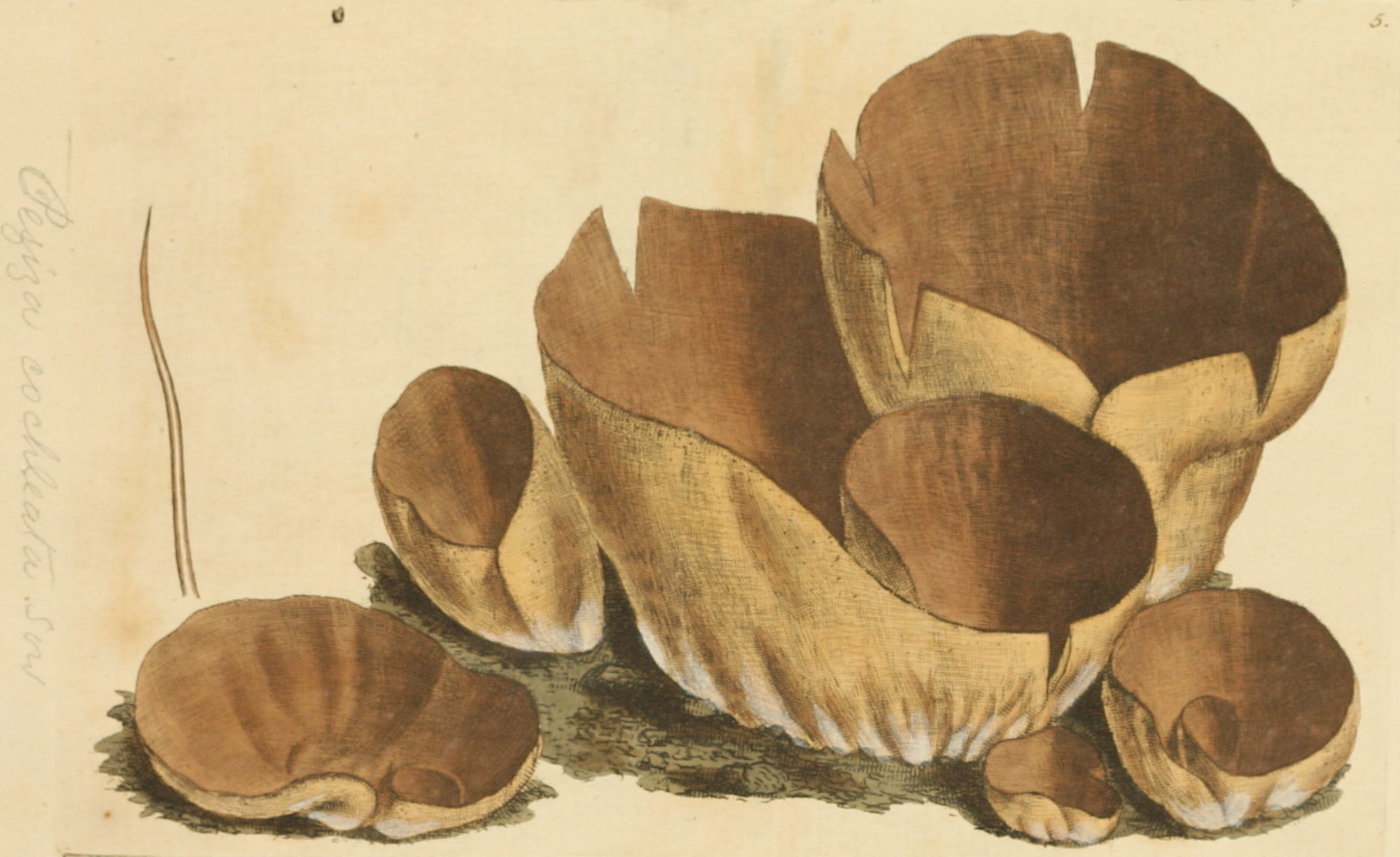
Otidea cochleata

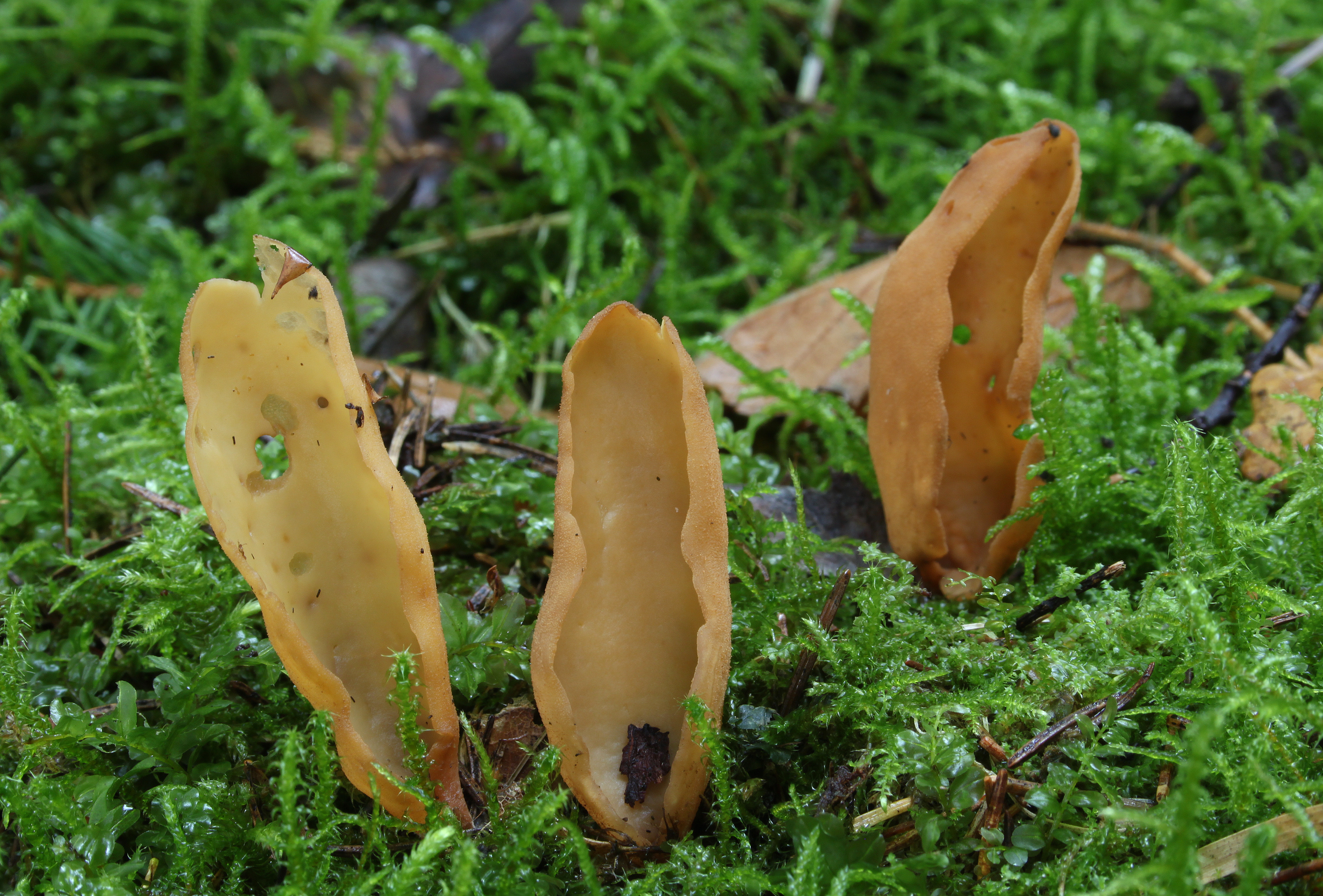
Otidea concinna
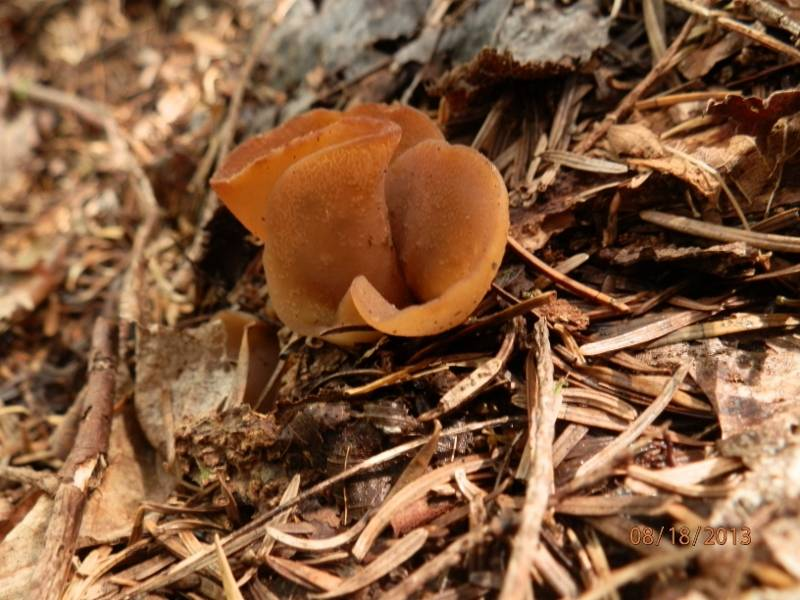
Otidea grandis
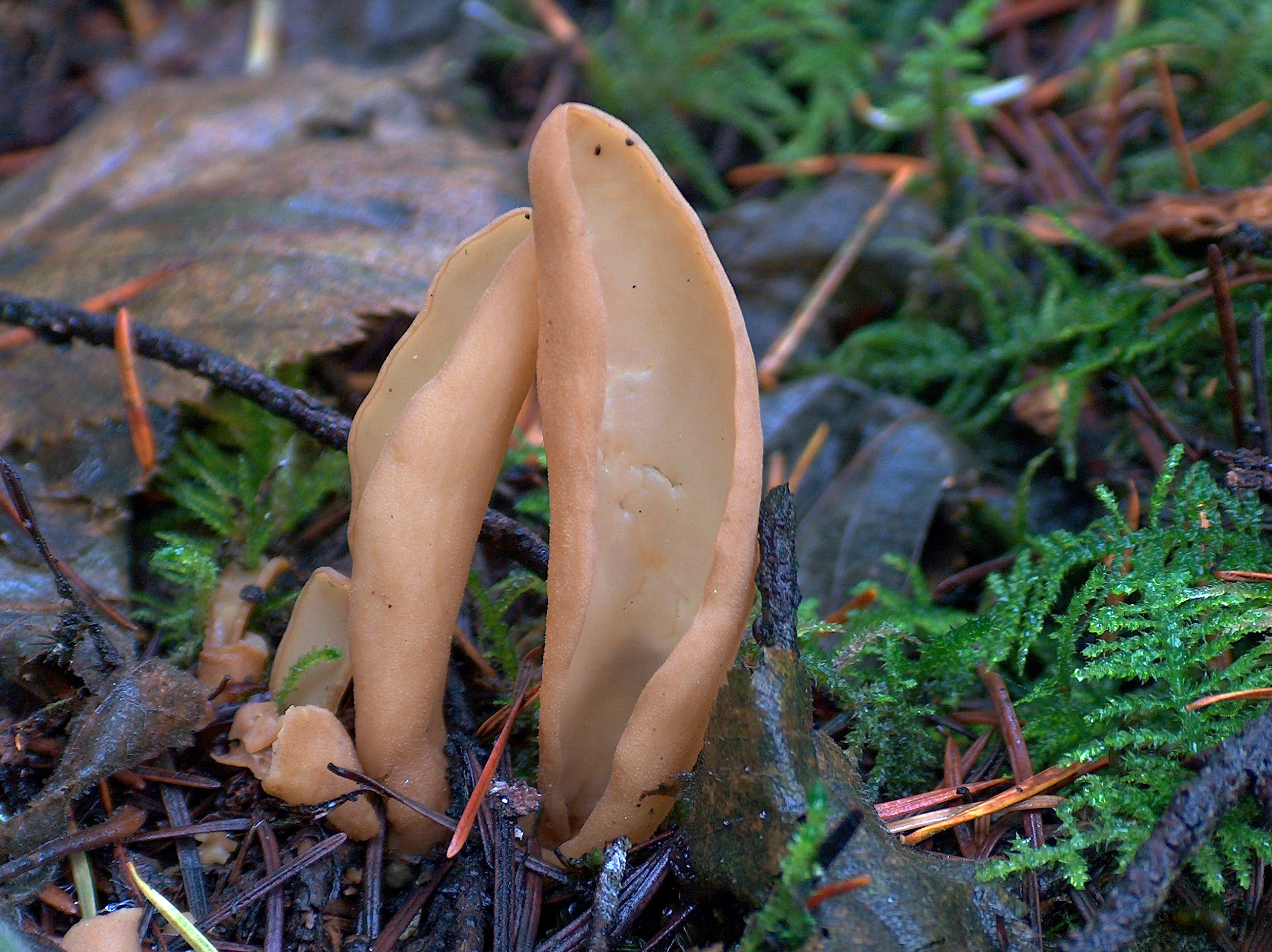
Otidea leporina
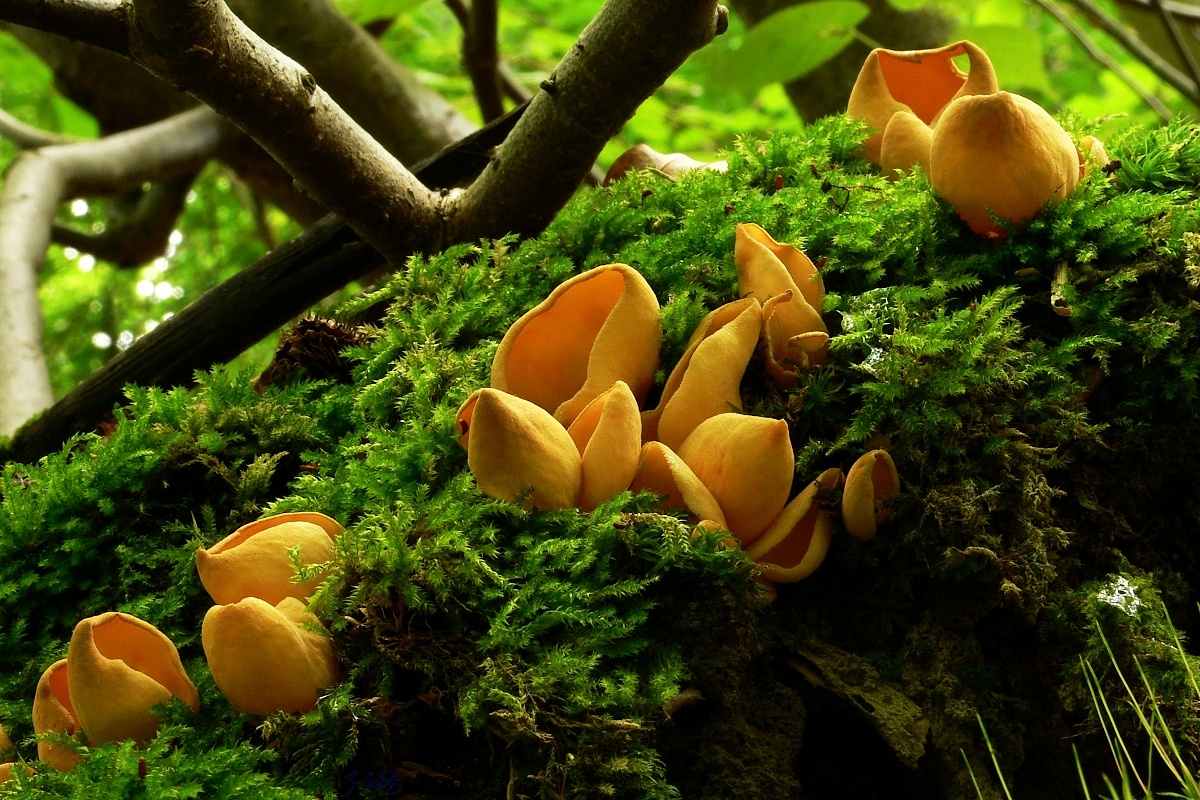
Otidea onotica
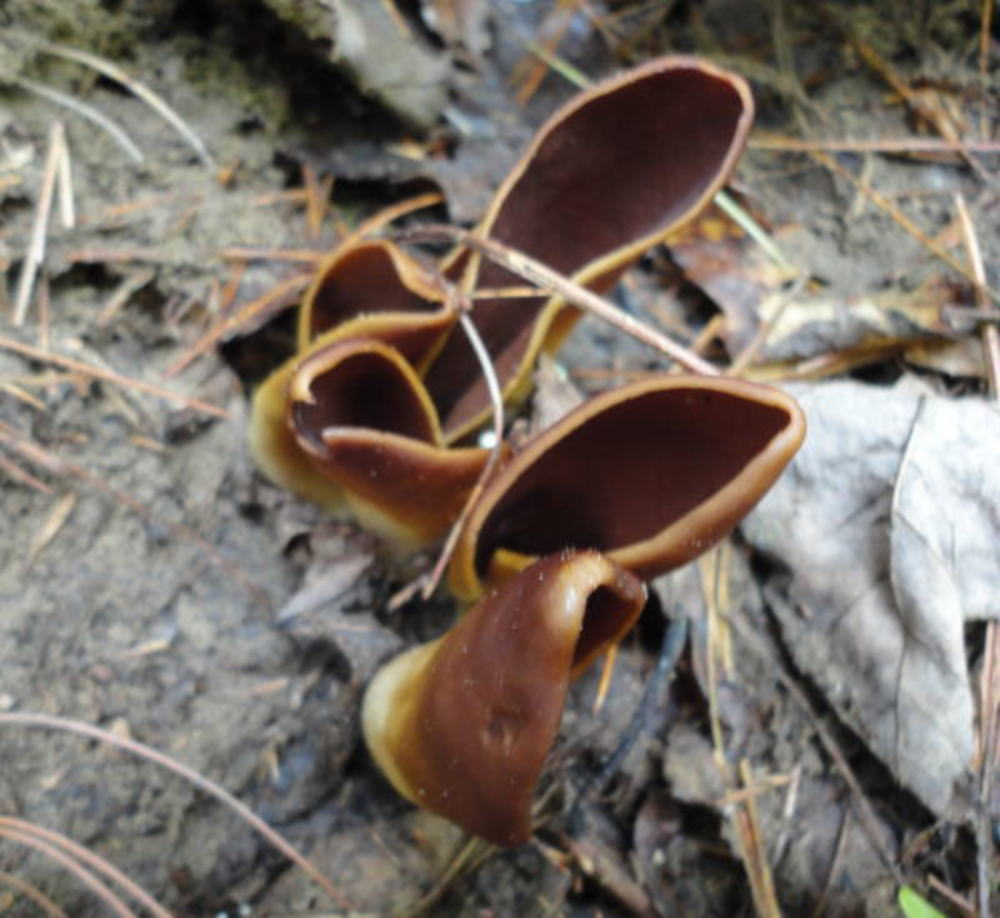
Helvella silvicola

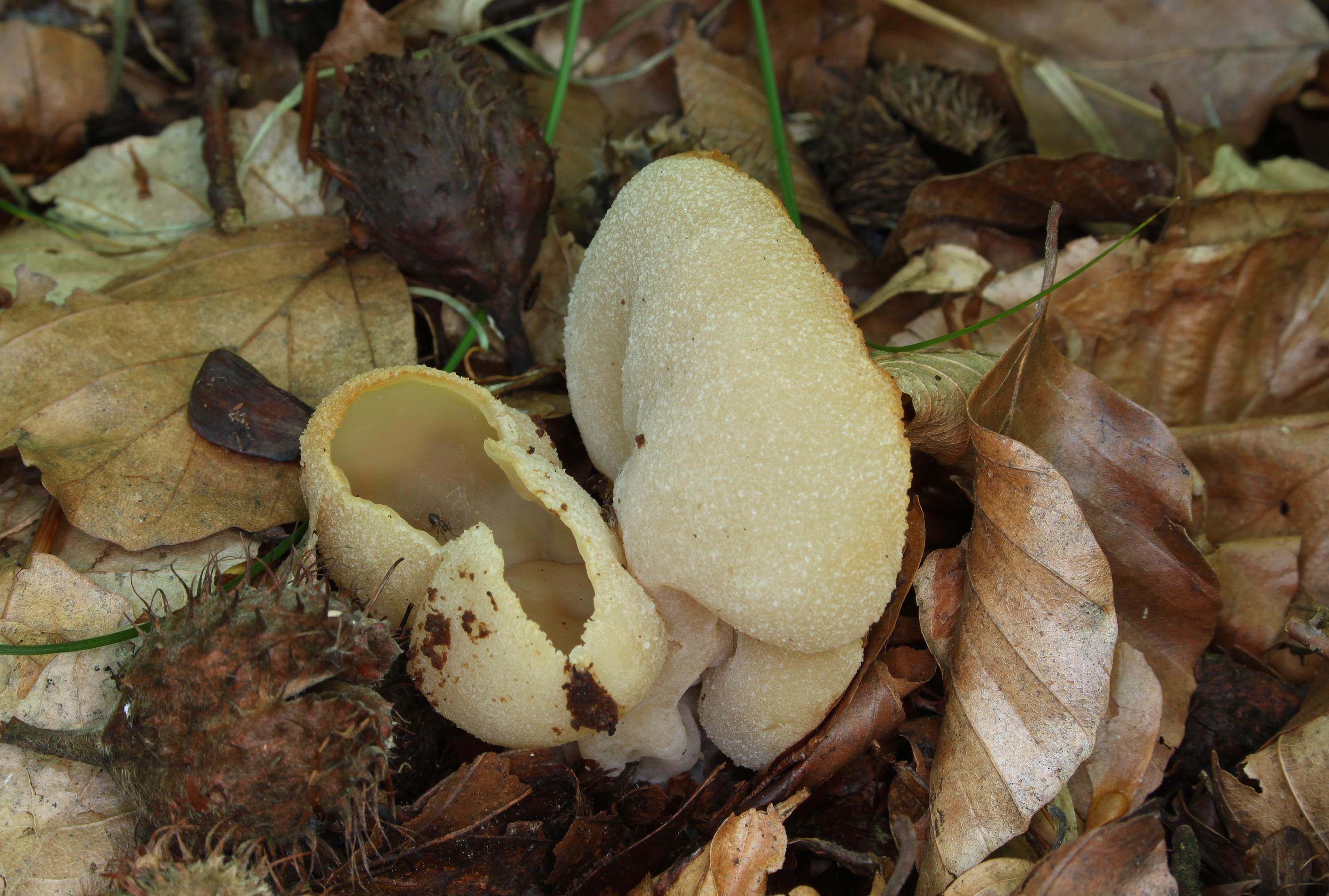
Peziza arvernensis
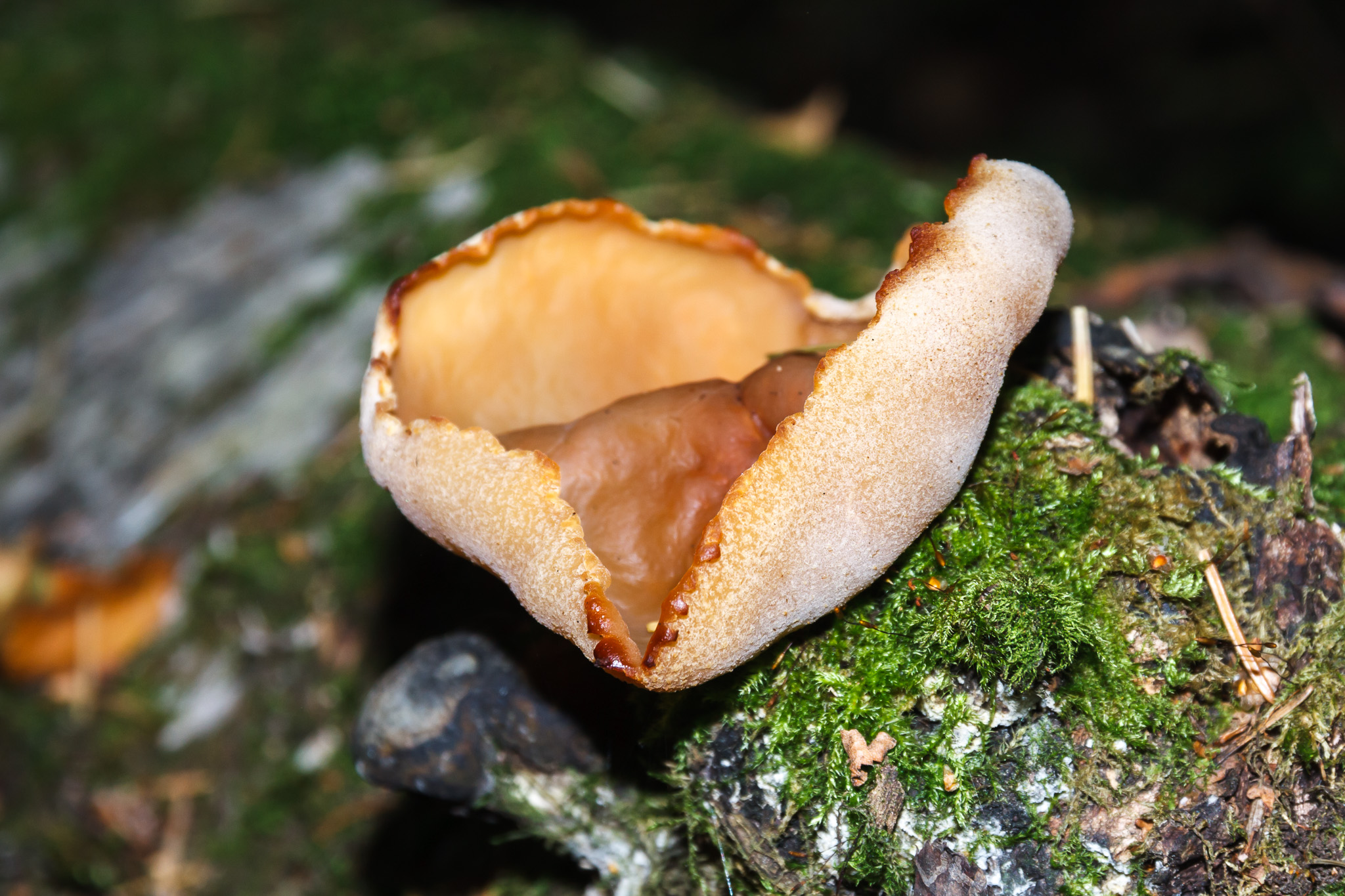
Peziza badia
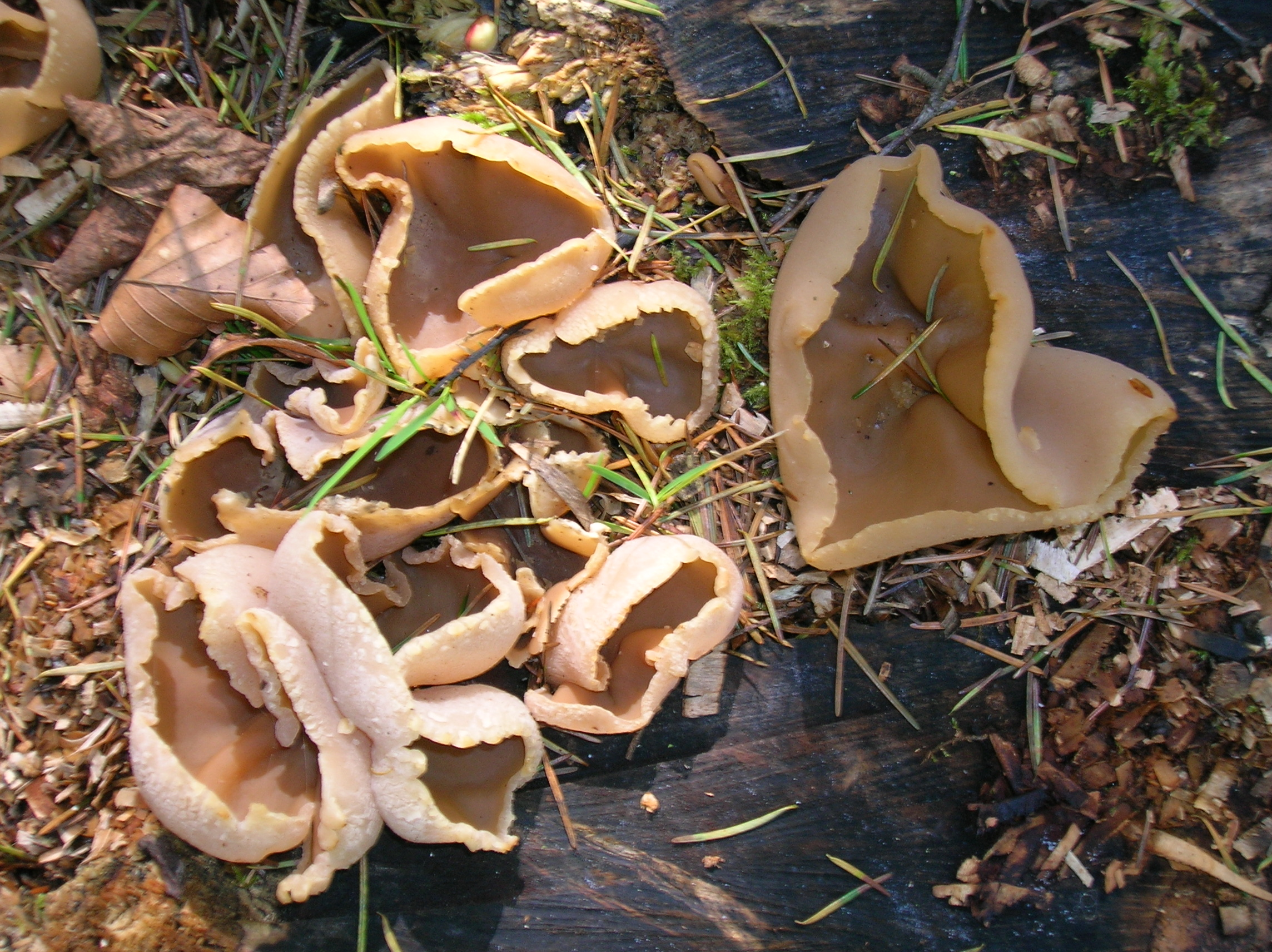
Peziza repanda
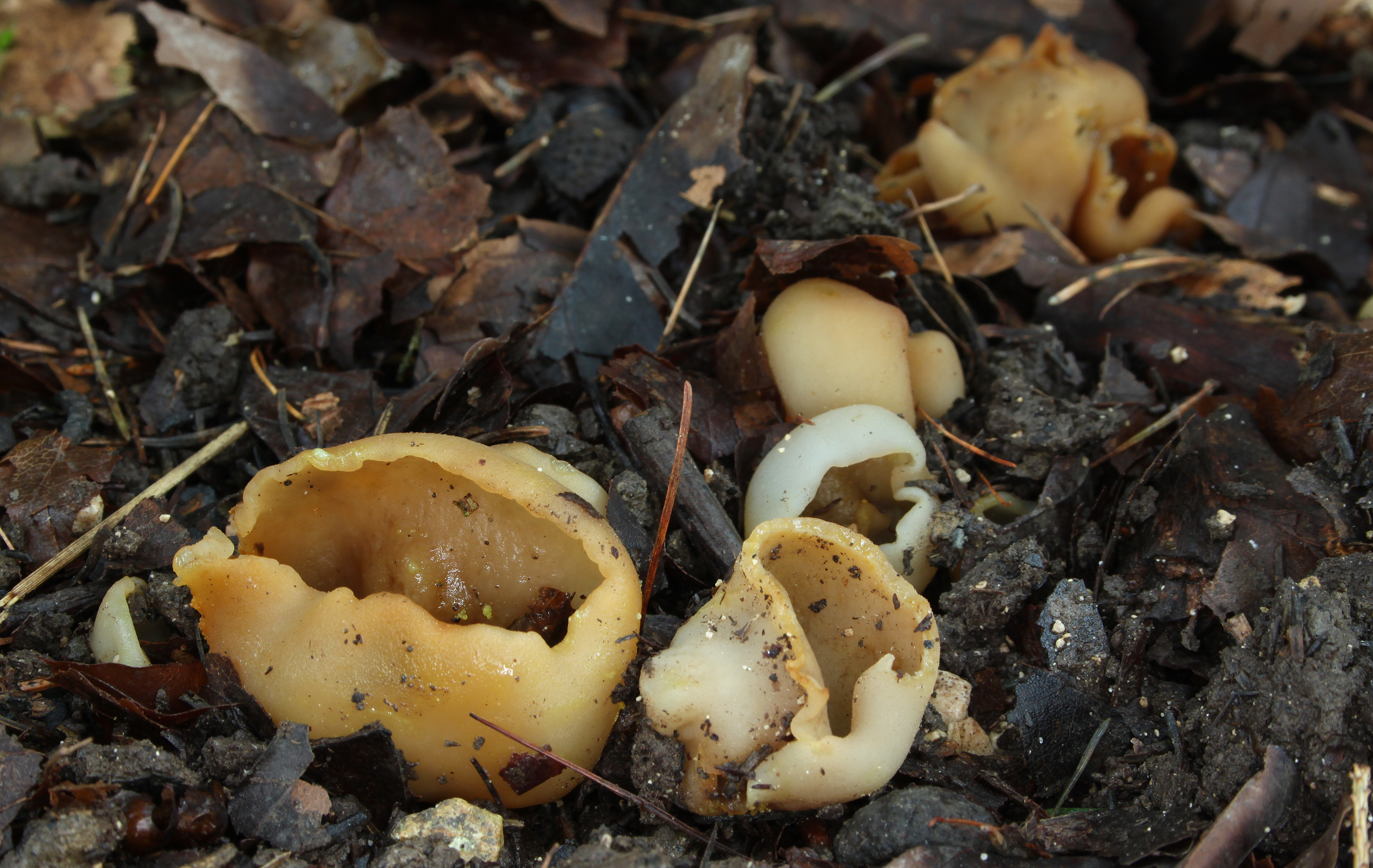
Peziza succosa

## Valorificare
Această ciupercă nu este toxică și cine ar vrea, ar putea să o consume. Dar din cauza mirosului și gustului anost precum a consistenței cărnii, nu are nicio valoare culinară.

## Bibiliografie
- Bruno Cetto: „I funghi dal vero”, vol. 1-7, Editura Arte Grafiche Saturnia, Trento 1976-1993 (pentru cercetarea în total)

Marcel Bon: “Pareys Buch der Pilze”, Editura Kosmos, Halberstadt 2012, p. 330, ISBN 978-3-440-13447-4</ref>
- Rose Marie Dähncke: „1200 Pilze in Farbfotos”, Editura AT Verlag, Aarau 2004, ISBN 3-8289-1619-8
- Hans E. Laux: „Der große Pilzführer, Editura Kosmos, Halberstadt 2001, p. 678-679, ISBN 978-3-440-14530-2</ref>
- Till E. Lohmeyer & Ute Künkele: „Pilze – bestimmen und sammeln”, Editura Parragon Books Ltd., Bath 2014, p. 231, ISBN 978-1-4454-8404-4
- Meinhard Michael Moser: „Kleine Kryptogamenflora der Pilze – vol. II a.: „Höhere Phycomyceten und Ascomyceten”, Editura Gustav Fischer, Jena 1963